# Fred Kohlmar
Fred Kohlmar (10 de agosto de 1905 - 13 de octubre de 1969) fue un productor de cine neoyorquino.
En sus inicios trabajó como asistente ejecutivo para Samuel Goldwyn antes de convertirse en productor en la década de 1930. Trabajó para prestigiosos estudios de cine como la 20th Century Fox, Paramount Pictures, y Columbia Pictures. 

## Filmografía
- Take a Letter, Darling (1942)
- The Dark Corner (1946)
- El beso de la muerte (1947)
- El fantasma y la señora Muir (1947)
- Picnic (1955)
- The Wackiest Ship in the Army (1960)
- Un beso para Birdie (1963)
- Cómo robar un millón y... (1966)

## Premios y distinciones
Premios Óscar
| Año  | Categoría      | Película | Resultado |
| ---- | -------------- | -------- | --------- |
| 1956 | Mejor película | Picnic   | Nominado  |

## Enlaces
- IMDb

- Datos: Q1452407